# Pompás papucsvirág

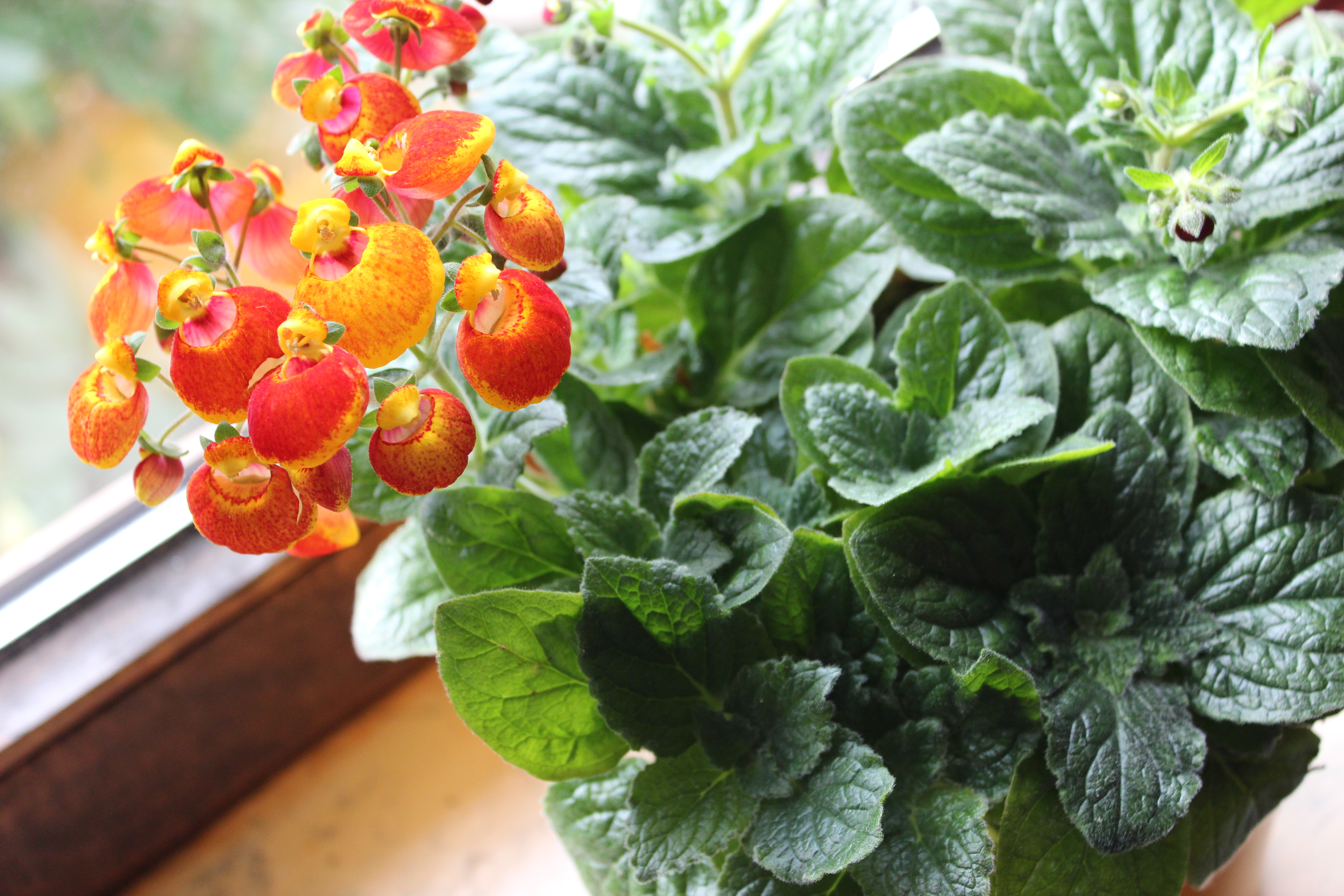

A Pompás papucsvirág (Calceolaria × herbeohybrida) a Calceolariaceae család papucsvirág (Calceolaria) nemzetségébe tartozó hibrid növényfaj – újabban növény-fajtacsoportként tartják számon (Calceolaria Herbeohybrida csoport) –, melyet három chilei papucsvirágfaj, a Calceolaria crenatiflora, a C. corymbosa és a C. cana keresztezéséből állítottak elő. Elsősorban virágaiért termesztett kultúrnövény: az északi mérsékelt övben üvegházakban, a papucsvirágok eredeti élőhelyén, Dél-Amerikában pedig szabad ég alatt termesztik. Fajtái kedvelt egyéves szobanövények, cserepes ajándéknövényként értékesítik őket főleg késő télen vagy kora tavasszal.

## Megjelenése
30–40 cm széles és 20–50 cm magas évelő, bár gyakran csak egynyári növényként ültetik. Levelei molyhosak. Virágai télen nyílnak, s lehetnek egy- illetve kétszínűek a sárga, narancssárga és piros színekből, valamint az alapszíntől eltérő színnel pettyezettek. A 2,5–3 cm átmérőjű virágok sűrű sátorvirágzatokat alkotnak, melyek gyakran eltakarják a leveleket. A felfúvódott alsó virágajak papucsra, bugyellárisra vagy erszényre emlékeztet.
Igényes növény: nem szereti sem a túl meleg, sem a huzatos környezetet, ráadásul ilyen helyeken a levéltetvek is hamar megjelennek rajta. A 15–18 °C-os hőmérsékletet, a kissé párás levegőt és a jó vízelvezetésű talajt kedveli leginkább, míg a túlzottan nedves talajt és az állandó közvetlen napfényt egyáltalán nem. A hajtásvégeket megfelelően lecsípve nemcsak tartható a növény alakja, hanem dúsabban is virágzik.

## Betegségei
Gyökere és levélzete könnyen rothadásnak indul, ha a talaj túl nedves, vagy nagyon ingadozó nedvességtartalmú. Könnyen megjelenhet a növényen a szürkepenész, s megtelepedhetnek rajta a levéltetvek, a liszteskék vagy a takácsatkafélék. A petyhüdt levelek rendszerint azt jelzik, hogy a növény környezete túl száraz.